# Paralabidochromis victoriae
Paralabidochromis victoriae је зракоперка из реда Perciformes и фамилије Cichlidae. 

## Угроженост
Ова врста је крајње угрожена и у великој опасности од изумирања.

## Распрострањење
Врста има станиште у Кенији, Танзанији и Уганди.

## Станиште
Станиште врсте су слатководна подручја.